# Маргарете Хилфердинг
Маргарете Хилфердинг-Хьонигсберг (на немски: Margarethe Hilferding-Hönigsberg) e австрийски лекар, психоаналитик и индивидуален психолог.

## Биография
Родена е на 20 юни 1871 година във Виена, Австро-Унгария, в семейство на еврейски лекари. Обучава се за учител в обществени и частни училища и получава бакалауерата си през 1908 г. След това се записва във философския департамент на Виенския университет, където скоро след това сменя философията с медицина. Получава медицинската си степен през 1903, а година по-късно се омъжва за Рудолф Хилфердинг, бъдещ министър на финансите на Ваймарската република. През 1908 г. тя се развежда и заминава са Виена с двамата си сина. През 1910 е предложена за кандидат за Виенското психоаналитично общество от Пол Федерн. Предложението предизвиква големи дискусии относно приемането на жена в организацията. На 27 април 1910 тя все пак е одобрена и става първата жена, която посещава срещите на обществото. Няколко месеца по-късно през януари 1911 г. тя представя първият си ръкопис озаглавен The Basis of Maternal Love. („Основите на майчината любов“). През същата година настъпва разпад в отношенията между Алфред Адлер и Зигмунд Фройд и Маргарете избира страната на първия.
След Първата световна война тя активно участва и подкрепя Verein für Individualpsychologie (Асоциация за индивидуална психология).
След идването на нацистите на власт Маргарете е преместена в еврейски санаториум за възрастни хора. На 28 юли 1942 я депортират в концентрационния лагер Терезиенщадт (Чехия), а три месеца по-късно я транспортират към лагера в Мали Тростенец (Беларус), където тя умира по пътя.